# Gen regulador
Els gens reguladors són aquells gens encarregats de controlar la velocitat de síntesi dels productes d'un o de diversos gens o rutes biosintètiques. Juntament amb els gens selectors controlen el desenvolupament dels compartiments. Els gens reguladors i selectors van ser descoberts pel genetista espanyol Antonio García-Bellido.